# 赫斯巴赫河
49°59′59.80″N 9°12′5.97″E / 49.9999444°N 9.2016583°E

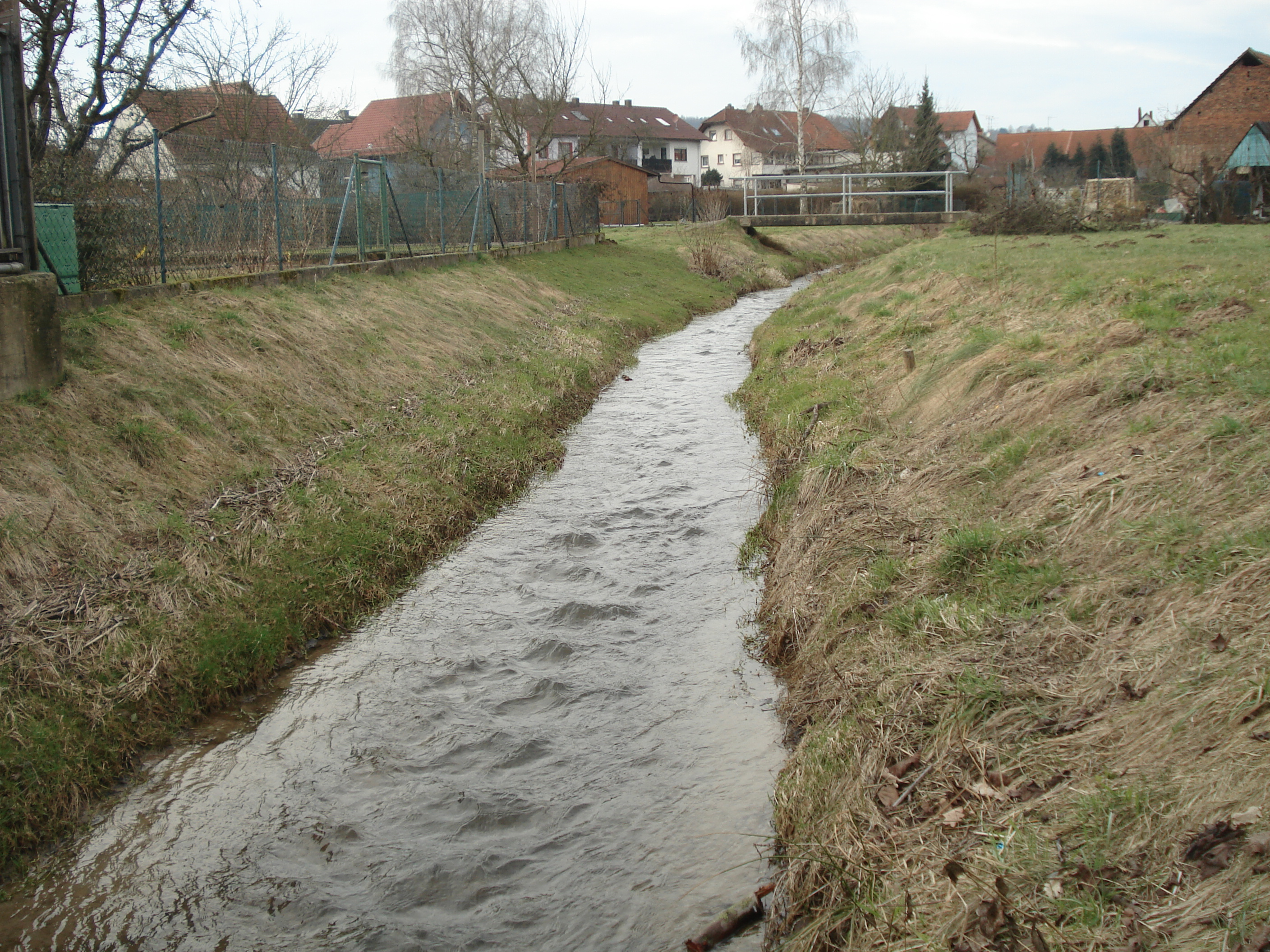

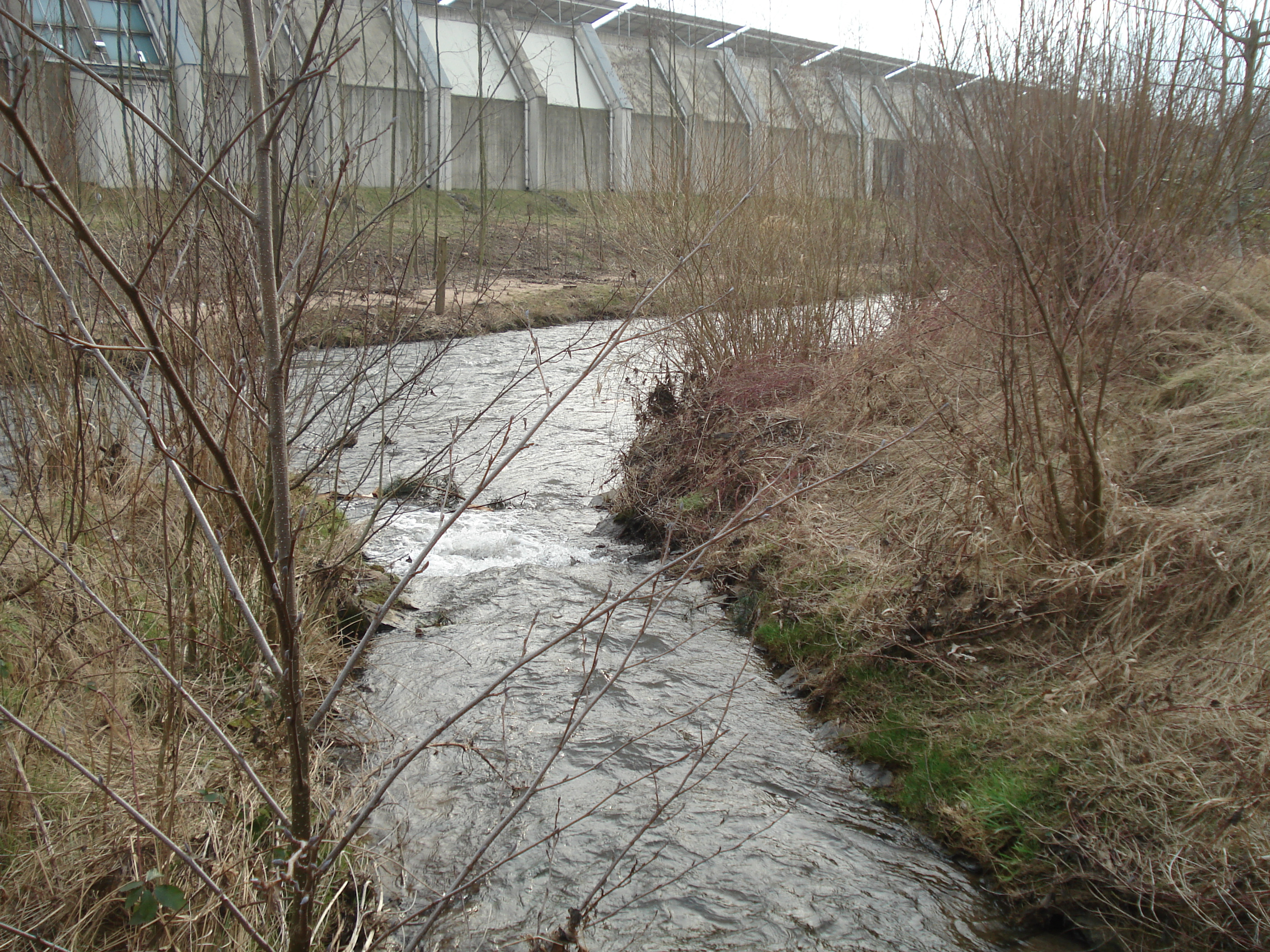

赫斯巴赫河（德語：Hösbach），是德國的河流，位於該國東南部，由巴伐利亞負責管轄，屬於阿沙夫河的右支流，河道全長5.1公里，流域面積14.4平方公里，河口處在赫斯巴赫。